# Insanely Twisted Shadow Planet
Insanely Twisted Shadow Planet — видеоигра, разработанная для приставки Xbox 360 студией Fuelcell Games, образованной канадским художником и мультипликатором Мишелем Ганье на пару с его другом Джо Олсоном. Находилась в разработке с 2007 года. В видеороликах играет музыка Dimmu Borgir.

## Описание игры
Аркада характерна полным отсутствием текста и речи, весь сюжет раскрывается через прекрасно анимированные и доходчивые ролики.
Неопределённая звёздная система с цепью астероидов и единственной планетой, где обитают существа, в наших глазах предстающие типовыми инопланетянами. Некий звёздный паразит заразил местное светило своими чёрными спорами, группа которых также выплеснулась на планету и захватила часть её территории. Главный герой-учёный садится в свою многофункциональную летающую тарелку и начинает бороться с «болезнью», уничтожая разнообразных тварей и боссов.

## Игровой процесс
Мир игры представлен огромным уровнем, доступ в отдельные локации которого закрыты препятствиями, которые можно открыть, постепенно получая определенные силы/умения после победы над очередным боссом. Помимо уничтожения врагов присутствуют пазлы, решаемые с помощью умений или их комбинаций. Мир также содержит множество бонусов в «ответвлениях» локаций, которые открывают бонусные ролики или улучшают броню и оружие. Сами локации представляют собой демонстрацию скоростной эволюции организмов приведших к заражению звезды у планеты главного героя — начиная от первобытного бульона, идут эпохи:органика, океан, лед,механика, электрика и последний босс.

## Критика
| Сводный рейтинг | Сводный рейтинг |
| Агрегатор       | Оценка          |
| --------------- | --------------- |
| GameRankings    | 79,21 %         |

Insanely Twisted Shadow Planet получила премию BAFTA в области игр 2012 года в номинации «Debut Game».

## Продажи
Летом 2018 года, благодаря уязвимости в защите Steam Web API, стало известно, что точное количество пользователей сервиса Steam, которые играли в игру хотя бы один раз, составляет 112 625 человек.